# لويس درويه
لويس فرانسو فيليب درويه (بالفرنسية: Louis-François-Philippe Drouet) (14 أبريل 1792 – 30 سبتمبر 1873) كان عازف فلوت ومؤلفًا موسيقيًا فرنسيًا بارزًا في القرن التاسع عشر.

## حياته المبكرة
وُلد درويه في مدينة أمستردام حين كانت جزءًا من جمهورية باتافيا. أظهر موهبة موسيقية استثنائية في سن مبكرة، وبدأ العزف على آلة الفلوت وهو لا يزال طفلًا. عُرف عنه أنه كان عازفًا ذاتيًا بالكامل، ولم يتلقَ تعليمًا موسيقيًا رسميًا تقليديًا.

## المسيرة المهنية
بدأ درويه حياته المهنية الموسيقية كعازف فلوت في البلاط الملكي الهولندي، ثم أصبح لاحقًا عازف الفلوت الأول لدى الإمبراطور نابليون بونابرت، ما منحه شهرة كبيرة في أوساط الموسيقى الأوروبية.
انتقل في وقت لاحق إلى فرانكفورت وبرلين ولندن حيث قام بجولات موسيقية وعمل كقائد أوركسترا وعازف منفرد. كما شغل منصب مدير أوبرا في نيس، فرنسا، خلال سنوات لاحقة من حياته.

## أعماله
ألّف درويه عددًا كبيرًا من الأعمال الموسيقية لآلة الفلوت، بما في ذلك:
- سوناتات وقطع فردية للفلوت المنفرد
- قطع تعليمية وتمارين تقنية
- كونشيرتوهات للفلوت مع الأوركسترا
- مؤلفات موسيقية للفلوت والبيانو

تُعد أعماله من بين الأهم في مكتبة الفلوت الكلاسيكية، وقد استُخدمت كثيرًا في تعليم العزف على الآلة خلال القرن التاسع عشر.

## وفاته
توفي لويس درويه في مدينة برن السويسرية في 30 سبتمبر 1873 عن عمر ناهز 81 عامًا، بعد مسيرة موسيقية طويلة أثرت المشهد الكلاسيكي الأوروبي.